# Kenji Nakagami
Pour les articles homonymes, voir Nakagami.
Kenji Nakagami (中上 健次, Nakagami Kenji, 1946 - 1992) est un écrivain japonais.

## Biographie
Il est né le 2 août 1946 dans la ville de Shingū, dans la région côtière de Kumano et son existence a été marquée par son ascendance burakumin, équivalent japonais de paria. Il a grandi dans des conditions difficiles, à l'extrémité de la péninsule de Kii, qui est le théâtre de plusieurs de ses œuvres et à laquelle il restera toujours profondément attaché.
Après ses études secondaires, il part pour Tōkyō, où il vit de divers métiers manuels. Ce qui compte à ses yeux est de pouvoir satisfaire sa passion de l'écriture, du jazz et du cinéma. En 1973, il publie ses premières nouvelles, qui révèlent « une énergie farouche ». En 1975, il est le premier écrivain né après guerre à remporter le prestigieux Prix Akutagawa pour son roman Le Cap (岬 Misaki), véritable plongée dans une communauté d'exclus, avec ses énigmes et ses violences, meurtrières et incestueuses. S'enchaînent alors romans, nouvelles et récits, dans lesquels il ne cesse d'évoquer sa région de Kumano et le milieu des burakumin, ces exclus de la société japonaise dont il partage la condition. Dans toute son œuvre, il ne cesse de dénoncer toute forme de discrimination, jusque dans ses derniers textes : Sanka (1990, Hymne), Keibetsu (1991, Le Mépris). En même temps, il exalte la nature de la presqu'île de Kii, qui est considérée comme le berceau mythique du Japon, notamment dans Sennen no Yuraku (1982, Mille ans de plaisir), Kumano-shû (1984, Récits de Kumano) ou encore Nichirin no Tsubasa (1984, Sur les Ailes du soleil), qui décrit cette région comme une terre sacrée.
À partir du court récit intitulé Misaki (1976), il met en place une sorte de saga, autour d'un lieu, nommé le quartier des Ruelles (traduction de Roji, un quartier de Shingû, ancien ghetto des Eta, les parias dont les burakumin sont les descendants), et « de nombreux personnages qui reviennent à maintes reprises, associés les uns aux autres par de complexes liens consanguins. Meurtres et incestes sont l'ordinaire du clan Nakamoto “au sang pourri” ». On retrouve ce quartier « maudit », par exemple, dans Karekinada (1977, La Mer aux arbres morts) ou Kiseki (1989, Miracle), qui décrit, en un roman habité par le désir, la violence, la trahison, l'ascension de Taichi, un jeune yakuza prisonnier du destin funeste voué au sang des Nakamoto. Dans tous ses textes, qui évoquent un monde envoûtant, on assiste au croisement du monde des vivants et du monde des morts, du sacré et de l'impur, caractéristiques d'un Japon à la fois sublime et sauvage. Mais au fil du temps, le champ de vision de Nakagami s'élargit aux dimensions de l'Asie, notamment dans Izoku (Tribu étrangère), demeuré inachevé, incluant de multiples groupes ethniques dits minoritaires : les habitants des Ryukyu, les Coréens, les Aïnous, ou les fils d'émigrés japonais au Brésil.
Par son inspiration, comme par son style d'écriture, à la fois fluide et incisif, Kenji Nakagami est un écrivain à part dans le paysage littéraire japonais. Un de ses principaux traducteurs en français, Jacques Lalloz, précise que « pour les dialogues, il a recours de façon quasi systématique au dialecte de sa région. Il répète jusqu'à l'outrance les mêmes motifs afin de rendre les obsessions qui habitent ses personnages, en une langue qui paraît se déconstruire au fur et à mesure que se succèdent les récits. » Profondément iconoclaste et authentiquement en révolte, il déclarait lui-même : « Comme celles de Mishima dont je revendique l'héritage spirituel, mes œuvres sont des bombes que je lance contre l'invisible barrière entre ce qui se fait et ce qui ne se fait pas. »
Il meurt d'un cancer des reins le 12 août 1992, à l'âge de 46 ans, laissant inachevés plusieurs volets de la saga qu'il avait entreprise.

## Liste des œuvres traduites en français
- 1976 : Le Cap (Misaki, 岬), roman traduit par Jacques Lévy, Éditions Philippe Picquier, 1998 ; Picquier poche, 2004.
- 1977 : La Mer aux arbres morts (Karekinada, 枯木灘), roman traduit par Jacques Lalloz et Yasusuke Oura, Fayard, 1989 ; Pocket, 1992.
- 1978 : La Rousse (Sekihatsu, 赤髪), dans Le Désir - Anthologie de nouvelles japonaises contemporaines Tome 2, nouvelle traduite par Pascale Simon, Éditions du Rocher, 2007.
- 1981 : Une Histoire de démons (Oni no hanashi, 鬼の話), dans Le Serpent à Plumes n°19, nouvelle traduite par Jacques Lévy, Le Serpent à Plumes, 1993.
- 1982 : Mille ans de plaisir (Sennen no Yuraku, 千年の愉楽), roman traduit par Kan Miyabayashi et Véronique Perrin, Fayard, 1988 ; Pocket, 1990.
- 1983 : Le Bout du monde, moment suprême (Chi no Hate Shijô no Toki, 地の果て至上の時), traduit par Jacques Lalloz, Fayard, 2000.
- 1984 : Sur les ailes du soleil (Nichirin no Tsubasa, 日輪の翼), roman traduit par Jacques Lalloz, Fayard, 1994.
- 1989 : Miracle (Kiseki, 奇蹟), roman traduit par Jacques Lévy, Éditions Philippe Picquier, 2004.
- 1990 : Hymne (Sanka, 讃歌), roman traduit par Jacques Lévy, Fayard, 1995.
- 1992 : Les Volubilis bleus (青い朝顔), texte traduit par Cécile Sakai, Collectif Génération, 1992 (Livre d'artiste / tirage limité à 20 exemplaires et quelques uns hors commerce).

## Filmographie

### Adaptations de l'œuvre littéraire
- 1977 : Le Meurtrier de la jeunesse de Kazuhiko Hasegawa
- 1979 : Jyukyu-sai no Chizu de Mitsuo Yanagimachi
- 1985 : Himatsuri de Mitsuo Yanagimachi

### Films documentaires sur l'auteur
- 1989 : Nakagami, romancier des ruelles, de Stephen Javor et Pierre Aubry.
- 2001 : To the Backstreet : The Films Kenji Nakagami Left Out de Shinji Aoyama